# Fjellhammer Idrottslag
Fjellhammer Idrettslag är en norsk handbollsklubb från Lørenskog, som spelar sina hemmamatcher i Fjellhamar Arena. Klubben bildades 22 oktober 1931.